# Jean-Marie Donegani
Jean-Marie Donegani, né le 2 décembre 1948, est professeur émérite de science politique à l'Institut d'études politiques de Paris. Il est aujourd'hui psychanalyste.   

## Biographie

### Jeunesse et études
Jean-Marie Donegani est lauréat de l'IEP de Paris. Il est également diplômé de l'École des hautes études en sciences sociales et de la faculté de droit de Paris.
En 1991, il obtient un doctorat d’État en science politique pour une thèse intitulée « La liberté de choisir : pluralisme religieux et pluralisme politique dans le catholicisme français contemporain », sous la direction de René Rémond, à Sciences Po Paris.

### Parcours professionnel
Il a été chargé puis directeur de recherche au CNRS de 1982 à 2004, membre du Cevipof. Il est professeur des Universités à Sciences Po depuis 2004. Il a été directeur d'études pour la science politique puis directeur de l’École doctorale entre 2013 et 2017. À Sciences Po, il a longtemps assuré le cours magistral d'introduction à la science politique en premier cycle et les cours et séminaires de théorie politique en second et troisième cycles. Il a également enseigné pendant des années comme professeur invité au Centre Sèvres (Cours magistral sur l'expérience religieuse) et à l'Institut catholique de Paris (Cours magistral sur la sociologie des religions). Après son éméritat, il devient psychanalyste à Paris (Groupe Lacanien d'Etudes et de Recherches Cliniques).
Directeur de 2003 à 2013 de la revue Raisons politiques, il est membre du comité de rédaction de la revue  Recherches de science religieuse et du comité scientifique de la Revue d'éthique et de théologie morale.
Ses recherches ont porté sur la théorie politique, l’analyse des relations entre religion et politique ainsi que sur la vie politique française et sont aujourd'hui consacrées à la psychologie et la philosophie des religions ainsi qu'à la théorie analytique.

### Récompenses
Comme chercheur au CNRS, il a obtenu le prix Philippe Habert en 1994 pour son ouvrage La Liberté de choisir. Pluralisme religieux et pluralisme politique dans le catholicisme français contemporain, où il met en avant la diversité des modes d'appartenance et d'expression au sein du catholicisme français. Il a également obtenu en 1991 la médaille de bronze du CNRS pour les sciences humaines et sociales.

## Ouvrages publiés
- La liberté de choisir, Paris, Presses de la Fondation nationale des sciences politiques, 1993 (Prix Philippe Habert 1994)[5],[6]
- La Démocratie imparfaite, Paris, Gallimard, 1994 (avec Marc Sadoun)
- La Ve République. Naissance et mort, Paris, Calmann-Lévy, 1998 ; rééd., Gallimard, coll. Folio-Histoire, 1999 (avec Marc Sadoun)[8]
- Qu'est-ce que la politique ?, Folio Essais, 2007 (avec Marc Sadoun)
- Critiques de la démocratie, PUF, 2012[9] (avec Marc Sadoun)
- Aux origines religieuses de la psychanalyse. Freud et Lacan entre judaïsme et christianisme, Seuil, 2025[10].

## Sources
- Rédaction Le Monde, « Jean-Marie Donégani et Pierre Mathiot premiers lauréats du prix Philippe-Habert », Le Monde,‎ 9 février 1994 (lire en ligne).
- Rédaction Le Monde « L'Eglise sera vaincue par le libéralisme », Le Monde, 20 janvier 2007 (lire en ligne)
- Leïla Babes, Les nouvelles manières de croire : judaïsme, christianisme, islam, nouvelles religiosités, Éditions de l'Atelier, 1996 (lire en ligne), p. 159-173.
- Rédaction Le Point, « Jean-Marie Donegani et Marc Sadoun, Les dérives de la Ve », Le Point,‎ 25 janvier 2007 (lire en ligne).
- Matthieu Vernet, « Les médaillés du CNRS contre le dépeçage du CNRS », Fabula,‎ 12 juin 2008 (lire en ligne).
- Alain-Gérard Slama, « Quand les libéraux s'éveilleront... », Le Figaro,‎ 12 avril 2011 (lire en ligne).
- Julie Clarini, « Rentrée des essais : un tour d'horizon », Le Monde,‎ 24 août 2012 (lire en ligne).
- « Jean-Marie Donégani », sur le site du Cevipof.